# まめうしシリーズ
『まめうしシリーズ』は、あきやまただしによる絵本作品。
本項では、これを原作としたテレビアニメ作品についても記述する。

## 概要
豆サイズの小さな牛・まめうしと仲間達との生活を描いた物語。2009年8月現在、既刊19巻。
NHKのEテレで放送中の『てれび絵本』では、濱田マリのナレーションで『まめうし』が紹介された。
後に『まめうしくん』のタイトルで、2007年10月から2008年9月にかけて『ちびアニ劇場』内で放映された。全52話。2005年7月28日から、埼玉県川口市に本社を置くエクステリア製品の製造メーカーである川口技研の環境イメージキャラクターに起用されている。

## 刊行リスト
出版元はPHP研究所。
1. まめうし 1997年9月発刊 ISBN 978-4-569-68070-5
2. まめうしとありす 1998年2月発刊 ISBN 978-4-569-68092-7
3. まめうしのおとうさん 1998年9月発刊 ISBN 978-4-569-68118-4
4. まめうしとつぶた 1999年3月発刊 ISBN 978-4-569-68164-1
5. まめうしとまめじい 1999年8月発刊 ISBN 978-4-569-68196-2
6. まめうしのおかあさん 2001年2月発刊 ISBN 978-4-569-68281-5
7. まめうしぽんぽんぽん 2004年5月発刊 ISBN 978-4-569-68476-5
8. まめうしあいうえお 2004年5月発刊 ISBN 978-4-569-68475-8
9. まめうしとひめうし 2005年2月発刊 ISBN 978-4-569-68526-7
10. まめうしのあついなつ 2005年6月発刊 ISBN 978-4-569-68553-3
11. まめうしのまんまるいふゆ 2005年11月発刊 ISBN 978-4-569-68581-6
12. まめうしとまめばあ 2006年6月発刊 ISBN 978-4-569-68624-0
13. まめうしのももいろのはる 2007年3月発刊 ISBN 978-4-569-68679-0
14. まめうしのびっくりなあき 2007年8月発刊 ISBN 978-4-569-68729-2
15. まめうしくんとあいうえお 2008年1月発刊 ISBN 978-4-569-68756-8
16. まめうしくんとこんにちは 2008年7月発刊 ISBN 978-4-569-68797-1
17. まめうしのクリスマス 2008年10月発刊 ISBN 978-4-569-68915-9
18. まめうしくんとABC 2009年4月発刊 ISBN 978-4-569-68949-4
19. まめうしくんとものまね〜 2009年8月発刊 ISBN 978-4-569-68993-7

## テレビアニメ
テレビアニメ「まめうしくん」は、2007~2008年にわたって全52話がトムス・エンタテインメントで製作された。本編の画質はFull HDであるが、作画の解像度はすべてSDのままである数少ないアニメの一つである。

## 登場キャラクター

### メインキャラクター
まめうし
声 - 内川藍維
本作の主人公。身長：約3cm。豆粒くらいの大きさの小さな牛。友達想いで基本的には明るい性格だが、泣き虫。
つぶた
声 - 芝原チヤコ
まめうしの友達。豆粒くらいの大きさの豚。顔や性格など、まめうしと似ている。「○○とです」という口調で話す。
どんぐま
声 - 並木伸一
まめうしの友達。どんぐりくらいの大きさの熊。おっとりしているが、頑張り屋で周囲から頼りにされている。一人称は「おで」、博多弁で話す。
あずき
声 - 下屋則子
小豆くらいの大きさの牝牛。まめうしの事が大好きで、彼の前では淑やかに振る舞う。おっとりとした性格だが、怒ると怖い。
ありす
声 - 寺谷美香
蟻と同じ大きさの小リス。どんぐりの中で暮らしている。怒りっぽいが、優しくてしっかり者。おしゃれが好き。

#### まめうしの家族
お父さん
声 - 金光宣明
まめうしの父親。まめうしとは違い、身体は普通の牛と同じ大きさ。
お母さん
声 - 植竹香菜
まめうしの母親。身体の大きさは、お父さんとほぼ同じ。まめうし達を温かく見守る。
ひめうし
声 - 望月久代
まめうしの妹。可愛らしい容姿をしている。兄・まめうしの事が大好きで、いつも彼と行動を共にしている。
まめじい
声 - 平野俊隆
まめうしの祖父。活発な性格。昔は、色々な所へ冒険に行っていたらしい。
まめばあ
声 - 川崎恵理子
まめうしの祖母。怖い顔をしているが、本来は優しい性格で、よくまめうし達の相談に乗ってあげている。

#### サブキャラクター
つよいの
声 - 金光宣明
猪の男の子。牧場のガキ大将で、常に威張っている。いつも子分を連れている。関西弁で話す。
かわいの
声 - 川崎恵理子
つよいのの妹。兄想いで淑やかな性格。つぶたとも仲が良い。
ちいちゃいの
声 - 佐藤なる美
つよいのの子分。小さい猪。
ほそいの
声 - 植竹香菜
つよいのの子分。細い猪。
ねむいの
声 - 小笠原淳
つよいのの子分。いつも眠そうにしている猪。彼の夢は良く当たる。
ぶっとんぼ
声 - 仁科洋平
物凄い勢いで飛ぶ蜻蛉。まめうし達を色々な場所に連れて行ってくれる。
こいびとんぼ
声 - 藤葉愛香
ぶっとんぼの恋人。
くりきんとん
声 - 佐々木日菜子
つぶたの弟。くりきんとんの様な外見をしている。動く物を口に入れる癖がある。ありすの尻尾が好き。
ピンクマ
声 - 溝邉祐子
ちゅぶた
声 - 藤葉愛香
ピンカラ姉妹
声 - 花村怜美（ピン子）、稲村優奈（カラ子）

### スタッフ
- 原作 - あきやまただし
- 監督 - のなかかずみ
- シリーズ構成 - 菅良幸
- キャラクターデザイン - 牧内ももこ
- 美術監督 - 河野次郎
- 撮影監督 - 白尾仁志
- 色彩設計 - のぼりはるこ
- 編集 - 森田清次、中村恵、藤田育代
- 音楽 - 岩﨑元是
- 音響監督 - 麦島哲也
- 音響効果 - 米原想（サウンドボックス）
- プロデューサー - 鵜飼浩史、宮本秀晃、木村太一
- アニメーション制作 - トムス・エンタテインメント
- 製作 - トムス・エンタテインメント、SOTSU
- まめうしくん製作委員会 - 加藤良太（TMS）、板橋秀徳（創通）、原康晴（コロムビア）、山下泰愛（テレビ神奈川）、佐藤淳一（PHP研究所）、全昌䤸（ソウルムービー）

### 主題歌
オープニングテーマ「は・ぴ・ぽ〜まめちっち」
作詞・作曲 - あさだなお / 編曲 - 安井歩 / 歌 - ピンカラ姉妹
エンディングテーマ「だいすきまめうしくん」
作詞・作曲 - 押谷沙樹 / 編曲 - 細井豊 / 歌 - sorachoco

### 各話リスト
| 話数 | サブタイトル                  | 脚本       | 絵コンテ       | 演出           | 作画監督       |
| ---- | ----------------------------- | ---------- | -------------- | -------------- | -------------- |
| 1    | まいにちが冒険だ!             | 菅良幸     | のなかかずみ   | のなかかずみ   | 牧内ももこ     |
| 2    | あずきちゃんとつよいの        | 菅良幸     | のなかかずみ   | のなかかずみ   | 牧内ももこ     |
| 3    | ありすちゃんの家さがし        | 菅良幸     | 奥田誠治       | 棚橋一徳       | 山本径子       |
| 4    | かなしかくんとかわいのちゃん  | 菅良幸     | 奥田誠治       | 棚橋一徳       | 鈴木伸一       |
| 5    | まめじいじゃ～!               | やすみ哲夫 | 岡佳広         | 高橋順         | 小田多恵子     |
| 6    | お母さんモウたいへん!         | やすみ哲夫 | 岡佳広         | 高橋順         | しまだひであき |
| 7    | つぶたとくりきんとん          | 滝晃一     | 濁川敦         | 濁川敦         | 牧内ももこ     |
| 8    | まきばの運動会                | 滝晃一     | 濁川敦         | 濁川敦         | 牧内ももこ     |
| 9    | 参上!かぶたうしとくわがたうし | 白根秀樹   | 奥田誠治       | 清水明         | 小林ゆかり     |
| 10   | ありすちゃん、私のヒーロー    | 白根秀樹   | 奥田誠治       | 清水明         | 小林ゆかり     |
| 11   | わたしゃまめばあだよ!         | 上坂浩彦   | 佐藤清光       | 佐藤清光       | 柳孝相         |
| 12   | ドキドキつぶたの初デート      | 上坂浩彦   | 佐藤清光       | 佐藤清光       | 柳孝相         |
| 13   | まめじいのぼうけん教室        | 菅良幸     | 濁川敦         | 濁川敦         | 牧内ももこ     |
| 14   | こっぱくんとまぼろしの花      | 滝晃一     | 濁川敦         | 濁川敦         | 牧内ももこ     |
| 15   | ワイとおでとは義兄弟          | 白根秀樹   | 奥田誠治       | 棚橋一徳       | 小林ゆかり     |
| 16   | ピンカラ姉妹と唄えば          | やすみ哲夫 | 奥田誠治       | 棚橋一徳       | 小林ゆかり     |
| 17   | まめじいと雪あそび            | 中野麻衣   | いわもとやすお | いわもとやすお | 小田多恵子     |
| 18   | 伝説の勇者!まめうし           | 菅良幸     | いわもとやすお | いわもとやすお | しまだひであき |
| 19   | 迷子のガッツルくん            | 上坂浩彦   | 濁川敦         | 濁川敦         | 牧内ももこ     |
| 20   | まめうしとニセまめうし        | 滝晃一     | のなかかずみ   | のなかかずみ   | 牧内ももこ     |
| 21   | 一日だけのお兄ちゃん          | 菅良幸     | 奥田誠治       | 棚橋一徳       | 小林ゆかり     |
| 22   | くりきんとんを探せ!           | 滝晃一     | 奥田誠治       | 棚橋一徳       | 小林ゆかり     |
| 23   | お父さんといっしょ            | 菅良幸     | 佐藤清光       | 佐藤清光       | 柳孝相         |
| 24   | ぴょんぴょん止まらない!       | 白根秀樹   | 佐藤清光       | 佐藤清光       | 柳孝相         |
| 25   | 結成!プリティフラワーズ       | 中野麻衣   | 濁川敦         | 濁川敦         | 牧内ももこ     |
| 26   | ひめうしちゃん誕生            | 菅良幸     | のなかかずみ   | のなかかずみ   | 牧内ももこ     |
| 27   | ひめうしとおるすばん          | 滝晃一     | 奥田誠治       | 熨斗谷充孝     | 安斉佳恵       |
| 28   | ラブレター大作戦!             | 上坂浩彦   | 奥田誠治       | 熨斗谷充孝     | 小林ゆかり     |
| 29   | ピンカラ姉妹の子守唄          | 中野麻衣   | いわもとやすお | いわもとやすお | 小田多恵子     |
| 30   | こっぱけっぱかっぱ?           | 滝晃一     | いわもとやすお | いわもとやすお | 秋田英人       |
| 31   | ガッツのはね                  | 白根秀樹   | 濁川敦         | 濁川敦         | 牧内ももこ     |
| 32   | はじめてのおでかけ            | 菅良幸     | のなかかずみ   | 濁川敦         | 牧内ももこ     |
| 33   | だいすき!お兄ちゃん           | 中野麻衣   | 奥田誠治       | 熨斗谷充孝     | 小林ゆかり     |
| 34   | おなら大ばくはつ              | 上坂浩彦   | 奥田誠治       | 熨斗谷充孝     | 安斉佳恵       |
| 35   | まめ忍ただいま参上!           | 菅良幸     | 佐藤清光       | 佐藤清光       | 柳孝相         |
| 36   | ヒーローはつらいよ            | 白根秀樹   | 佐藤清光       | 佐藤清光       | 小田多恵子     |
| 37   | 空とぶそらまめうし            | 滝晃一     | 濁川敦         | 濁川敦         | 牧内ももこ     |
| 38   | お父さんは強いんだ            | 菅良幸     | のなかかずみ   | のなかかずみ   | 牧内ももこ     |
| 39   | つよいのとわるいの            | 菅良幸     | 奥田誠治       | 熨斗谷充孝     | 小林ゆかり     |
| 40   | 待ってるからね                | 滝晃一     | 奥田誠治       | 熨斗谷充孝     | 小林ゆかり     |
| 41   | 地底で大冒険                  | 中野麻衣   | いわもとやすお | いわもとやすお | 小田多恵子     |
| 42   | まめ忍またまた参上!           | 菅良幸     | いわもとやすお | いわもとやすお | 秋田英人       |
| 43   | しびれるぜ!いなずうまくん     | 菅良幸     | 濁川敦         | 濁川敦         | 牧内ももこ     |
| 44   | ありすの兄、ひまりす          | 白根秀樹   | のなかかずみ   | のなかかずみ   | 牧内ももこ     |
| 45   | おばけに会いたい!             | 中野麻衣   | 奥田誠治       | 熨斗谷充孝     | 安斉佳恵       |
| 46   | たたかえ、どんぐまん!         | 滝晃一     | 奥田誠治       | 熨斗谷充孝     | 小林ゆかり     |
| 47   | 花とつよいの                  | 菅良幸     | 佐藤清光       | 佐藤清光       | 小田多恵子     |
| 48   | あずきちゃんの初デート        | 中野麻衣   | 佐藤清光       | 佐藤清光       | 小田多恵子     |
| 49   | はなしかくん劇場              | 滝晃一     | 奥田誠治       | 熨斗谷充孝     | 小林ゆかり     |
| 50   | わるいの、ふたたび            | 菅良幸     | 奥田誠治       | 熨斗谷充孝     | 安斉佳恵       |
| 51   | ぼくたちのまきば              | 菅良幸     | 濁川敦         | 濁川敦         | 牧内ももこ     |
| 52   | まいにちがしあわせだ!         | 白根秀樹   | のなかかずみ   | のなかかずみ   | 牧内ももこ     |

### 放送局
| 放送地域 | 放送局                  | 放送期間                                                     | 放送日時                                   | 放送系列       | 備考 |
| -------- | ----------------------- | ------------------------------------------------------------ | ------------------------------------------ | -------------- | ---- |
| 神奈川県 | tvk                     | 2007年10月6日 - 2008年9月27日 2014年9月15日 - 2014年11月25日 | 土曜 8:30 - 9:00 月曜 - 金曜 18:15 - 18:30 | 独立UHF局      |      |
| 埼玉県   | テレ玉                  | 2007年10月12日 - 2008年10月3日                               | 金曜 7:00 - 7:30                           | 独立UHF局      |      |
| 千葉県   | チバテレビ              | 2007年10月12日 - 2008年10月3日                               | 金曜 8:00 - 8:30                           | 独立UHF局      |      |
| 兵庫県   | サンテレビ              | 2007年10月12日 - 2008年10月3日                               | 金曜 7:00 - 7:30                           | 独立UHF局      |      |
| 福岡県   | TVQ九州放送             | 2008年4月6日 - 2010年5月15日                                 | 土曜 6:30 - 6:45                           | テレビ東京系列 |      |
| 沖縄県   | 琉球放送（RBC）         | 2008年4月26日 - 2009年6月6日                                 | 土曜 6:45 - 7:00                           | TBS系列        |      |
| 青森県   | 青森朝日放送（ABA）     | 2008年4月30日 - 2009年2月18日                                | 水曜 16:00 - 16:30                         | テレビ朝日系列 |      |
| 新潟県   | 新潟総合テレビ（NST）   | 2008年5月2日 - 12月10日                                      | 火曜 - 金曜 16:45 - 17:00                  | フジテレビ系列 |      |
| 石川県   | 北陸朝日放送（HAB）     | 2008年10月4日 - 2009年3月28日                                | 土曜 6:00 - 6:15                           | テレビ朝日系列 |      |
| 岐阜県   | 岐阜放送（GBS）         | 2008年10月12日 - 2010年4月1日                                | 木曜 19:00 - 19:30                         | 独立UHF局      |      |
| 山形県   | さくらんぼテレビ（SAY） | 2011年4月17日 - 2012年3月25日                                | 日曜 6:15 - 6:30                           | フジテレビ系列 |      |
| 山口県   | 山口放送（KRY）         | 2013年1月6日 - 2013年12月29日                                | 日曜 6:00 - 6:15                           | 日本テレビ系列 |      |

- tvkおよび独立UHF局とABAはちびアニ劇場に内包して放送。
- NSTおよび沖縄県で初めてネットされたUHFアニメである。
- HABはUHFアニメを久しぶりに放映することとなる。また第27話で打ち切り。
- RBCは2008年9月26日まで土曜6時45分から、た2009年3月まで土曜6時だった。
- NSTでは2008年6月24日まで放映された後休止していたが、10月17日から放送を再開された。
- TVQでは2009年3月28日まで土曜6時30分から放映された後休止していたが、2010年2月13日から放映枠を移動して再開された。
- GBSは開始から2009年3月まで日曜7時00分。4月から9月までは日曜8時00分だった。
- SAYはテレビ寺子屋の放送時間変更で、第47話で打ち切りになった。
- KRYでは最終日曜に自己批評番組「みんなのなかにKRY」を放送するためこの番組は放送休止。